# Marie Collings
Marie Collings (de soltera Allaire; 1791–1853), también conocida como Mary Collings, fue una rica heredera de la isla de Guernsey que gobernó como Dama de Sark de 1852 a 1853, siendo la segunda mujer gobernante de la isla y la primera poseedora del feudo de la familia señorial actualmente gobernante. Heredó la fortuna de su padre, el corsario John Allaire, que había obtenido la hipoteca del feudo poco antes de su muerte. El entonces señor gobernante de la isla, Pierre Carey le Pelley, no tuvo más opción que vender el feudo a Collings, pero ella nunca lo gobernó activamente.

## Biografía
Collings nació en el seno de una familia adinerada de Guernsey, una de las Islas del Canal. Era una de las dos hijas del corsario británico John Allaire (1762-1846), siendo la otra Catherine Allaire. Se decía que su padre era el hombre más rico de Guernsey, cuya fortuna parece provenir no sólo del corso durante las guerras napoleónicas, sino también de la simple piratería.
Estaba casada con Thomas Guérin Collings, alguacil de la ciudad y parroquia de Saint Peter Port. La pareja tuvo un hijo, William Thomas Collings (1823–1882), y varias hijas. El marido de Collings murió en 1832.

### Adquisición del feudo de Sark

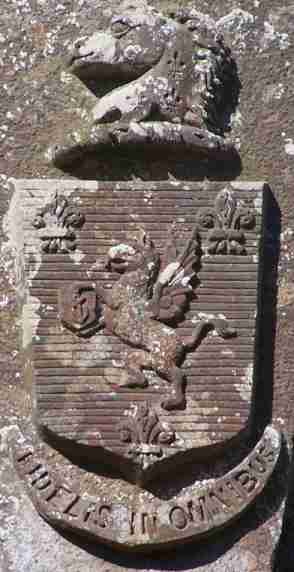
Escudo de armas de la familia Collings en la puerta de La Seigneurie

El 24 de febrero de 1844, desesperado por conseguir fondos para continuar la explotación de la mina de plata que tenía en la isla, el entonces señor de Sark, Ernest le Pelley, obtuvo permiso de la corona para hipotecar el feudo por 4000 libras esterlinas al padre de Collings. Este último murió a los dos años, dejando su riqueza a sus hijas. La hipoteca y la propiedad de la isla de Jethou pasaron a Collings.
La mina cerró en 1847, dos años después del colapso de la galería más profunda de la mina, que no estaba asegurada, y cuando Ernest le Pelley murió en 1849, su sucesor, Pierre Carey le Pelley, no pudo mantener los pagos de la hipoteca a Collings. Luego decidió ejecutar la hipoteca, lo que le obligó a solicitar el permiso de la reina Victoria para vender el señorío de Sark el 10 de noviembre de 1852. La viuda, Marie Collings, lo compró el 4 de diciembre por 6000 libras esterlinas menos la suma prestada y un interés acumulado de 616,13 libras esterlinas, por un total de £ 1383.

### Dama de Sark
Cuando se convirtió en Dama de Sark, ya era demasiado mayor para participar activamente en el gobierno de la isla. Nunca lo visitó durante su mandato, «para pesar del pueblo Sark». La Seigneurie, residencia oficial del gobernante de Sark, fue modernizada y ampliada durante el breve gobierno de Collings, al igual que en la década de 1730, cuando otra viuda, Susanne le Pelley, compró el feudo. Mientras tanto, Collings residía en Guernsey y su único hijo y heredero aparente, el sacerdote anglicano William Thomas Collings se encargaba de representar sus intereses en la isla. La sucedió como señor de Sark tras su muerte en 1853, menos de un año después de la compra. También le sobrevivió una hija, Catherine Ann Allaire Ozanne (1826-1879). La isla ha permanecido en la familia de Collings desde entonces; su descendiente Christopher Beaumont es el actual señor de Sark.